# Cymatopus longipilus
Cymatopus longipilus är en tvåvingeart som beskrevs av Octave Parent 1935. Cymatopus longipilus ingår i släktet Cymatopus och familjen styltflugor. Inga underarter finns listade i Catalogue of Life.